# Ferdinand Zacchi
Ferdinand Zacchi (* 27. August 1884 in Wyk auf Föhr; † 19. September 1966 ebenda) war ein deutscher Schriftsteller und Journalist.

## Leben
Nach dem Schulbesuch machte er eine Berufsausbildung zum Buchdrucker und begann dann nach einigen Wanderjahren 1911 eine Tätigkeit als Journalist und war im Laufe der Zeit als Redakteur in Suhl, Lübeck, Bordesholm (Nordischer Heimatverlag) und Neumünster tätig.
Zacchi befasste sich in seinen literarischen Werken insbesondere mit Norddeutschland und der niederdeutschen Sprache. 1916 gab er mit Paul Denker Ein herzlicher Weihnachtsgruß aus der lieben Heimat heraus, ehe er zwischen 1919 und 1941 Herausgeber der Wochenzeitung Plattdütsche Klock.
Danach erschien Freerk Frandsens Blut. Ein Heimatroman aus den Uthlanden (1920, 2. Auflage 1922, 3. Auflage 1936), der bereits von einer deutsch-völkischen Volkstumsideologie geprägt war. In dem von nationalistischem Pathos durchzogenen Roman, „in dem der deutsch-dänische Abstimmungskampf nach dem Ersten Weltkrieg geschildert wird, erfüllt sich echtes Friesentum in deutscher Gesinnung.“
Weitere Bücher waren Hillig is din Modersprak! (1920), Klaar Kimming (1921), De ole Klang (1922), Un achter duster Wulken liggt de golln Sünn ... (1924, 2. Auflage 1928), Die liebe Not (1924) sowie Freygeboren (1926).
Daneben war Zacchi, der auch Mitgründer der Plattdüütschen Volksgill in Lübeck war, von 1932 bis 1945 Verlagsleiter des Wachholtz Verlages in Neumünster, einem Fachverlag für norddeutsche Kultur, Orts- und Landeskunde, Geschichte, Archäologie und niederdeutsche Sprache.
Sein letztes Buch Volk an der See. Ein Nordseebuch von Trotz und Treue (1934, 2. Auflage 1939) erschien im Franz-Eher-Verlag, dem Zentralverlag der NSDAP,. Es nimmt das Motiv des Baus des Hindenburgdamms auf und diskutierte diesen ähnlich kontrovers wie in Margarete Boies Roman Dammbau aus dem Jahr 1930.

## Hintergrundliteratur
- Joachim Bohl: Zacchi, Wilhelm Ferdinand. In: Olaf Klose, Eva Rudolph (Hrsg.): Schleswig-Holsteinisches Biographisches Lexikon, Bd. 4. Wachholtz, Neumünster 1976, S. 244f.
- Jakob Tholund: Romane aus dem Geist der Zeit. Ferdinand Zacchi (1884–1966). In: Eilunsfresken – Inselfriesen. Lebensbilder aus Nordfriesland. Nordfriisk Institut, Bredstedt 1995 (Nordfriesische Lebensläufe; 4), ISBN 3-88007-231-0, S. 57–65.
- Kultur- und Verschönerungsverein Bordesholmer Lande e.V.: Die Druckerei H. H. Nölke. In: Bordesholm und Eiderstede 100 Jahre vereinigt. Kultur- und Verschönerungsverein Bordesholmer Land e.V., Bordesholm 2007 (Bordesholmer Hefte; 8), S. 81–83.